# Guiraut Riquier

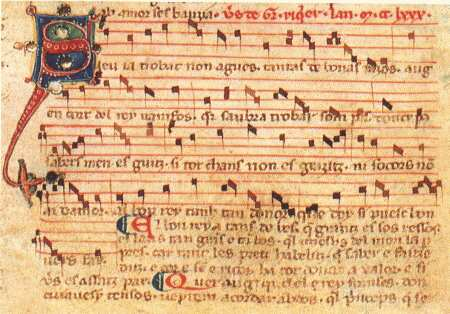
Jedna z zachowanych pieśni Riquiera

Guiraut Riquier (ur. ok. 1230 w Narbonne, zm. w 1292 lub 1295) – francuski trubadur i jeden z ostatnich wykonawców z Oksytanii.
Riquier preferował szczególnie muzykę religijną, ale swoją uwagę poświęcał także utworom miłosnym i politycznym. Mecenasami Guiraut'a byli: wicehrabia Narbonne, Emeryk VI (ok. 1230-1290) oraz król Kastylii i Leónu Alfons X Mądry (1221-1284). Prawdopodobnie przez pewien czas przebywał także na dworze Henryka II, hrabiego Rodez.
Sam siebie nazywał ostatnim trubadurem.
W czasie swojego życia Guiraut Riquier skomponował kilkadziesiąt utworów, m.in.:
- dwadzieścia sześć piosenek
- szesnaście sirventes
- piętnaście psalmów
- sześć pastorałek
- trzy pieśni
- dwie alby
- po jednej: pieśni krucjatowej; cobli, descorcie, partimennie, planhu i serenie.